# Edições do Festival de Verão Salvador
Esta é uma lista das edições do Festival de Verão Salvador (FV Salvador), evento musical em Salvador, na Bahia, pela Bahia Eventos (antiga iContent), uma empresa de entretenimento do grupo Rede Bahia. Era promovido anualmente entre os meses de janeiro e/ou fevereiro até 2015 no Parque de Exposições. Em 2016, passou a ocorrer em dezembro na Arena Fonte Nova.
Em 2019 não houve festival de verão, assim como em 2021 e 2022, nestes casos as edições foram canceladas devido à pandemia de COVID-19.

## 1999 (1.ª edição)
Em 1999, ano que Salvador completava 450 anos, estreava na capital baiana a primeira edição. Entre os dias 20 e 24 de fevereiro, o público foi cerca de 150 mil pessoas no Parque de Exposições de Salvador. Nas instalações, havia espaços destinados à gastronomia, arte popular e cultura e a Praça de Esportes. Dentre as 26 atrações da programação, Lazzo Matumbi abriu a primeira noite cantando Hino ao Senhor do Bonfim, houve o encontro de Carlinhos Brown com Marisa Monte e a gravação de cenas do seriado Malhação, da Rede Globo.
|                 | Quarta-feira (20/02) | Quinta-feira (21/02) | Sexta-feira (22/02) | Sábado (23/02) | Domingo (24/02)     |
| --------------- | -------------------- | -------------------- | ------------------- | -------------- | ------------------- |
| Palco Principal | Nativus              | Arnaldo Antunes      | Biquini Cavadão     | Art Popular    | Lazzo               |
| Palco Principal | Daniela Mercury      | Netinho              | Carlinhos Brown     | Ricardo Chaves | Pato Fu             |
| Palco Principal | Cheiro de Amor       | Soweto               | Fat Family          | Edson Gomes    | Asa de Águia        |
| Palco Principal | Cidade Negra         | É o Tchan            | Banda Eva           | Olodum         | Chiclete com Banana |
| Palco Principal |                      | Magníficos           | Timbalada           | Cabelo de Fogo | Jota Quest          |
| Palco Principal |                      |                      |                     | Colher de Pau  | Ara Ketu            |

## 2000 (2.ª edição)
Entre os dias 2 e 06 de fevereiro de 2000 aconteceu a segunda edição do Festival de Verão Salvador no Parque de Exposições da capital baiana. Nessa segunda edição, houve mudanças: atrações estrangeiras (Men at Work e Westlife), adição de um palco (Palco Pop) e novos espaços (a Boate Rock'n Rio e a Arena de Esportes Radicais). No Palco Pop, se apresentaram artistas que despontavam no cenário musical nacional. Naquele mesmo ano, via principal do evento foi batizada de "Broadway" e recebeu grandes esculturas metálicas idealizadas pelo artista plástico Bel Borba. Além disso, dentro da programação foi realizado o Mercado Mundo Mix, evento multicultural que traz novos talentos e novas ideias nas áreas das artes, música, moda e comportamento. A sala de imprensa homenageou Tim Maia. O canal Multishow exibiu um programa especial sobre o evento.
|                 | Quarta-feira (02/02)     | Quinta-feira (03/02) | Sexta-feira (04/02) | Sábado (05/02) | Domingo (06/02)     |
| --------------- | ------------------------ | -------------------- | ------------------- | -------------- | ------------------- |
| Palco Principal | Los Hermanos             | O Rappa              | Zélia Duncan        | Westlife       | Cássia Eller        |
| Palco Principal | Banda Eva                | Cheiro de Amor       | Maurício Manieri    | Netinho        | Chiclete com Banana |
| Palco Principal | Men at Work              | Titãs                | Lulu Santos         | Pato Fu        | P.O. Box            |
| Palco Principal | Ara Ketu                 | Charlie Brown Jr     | Ivete Sangalo       | Timbalada      | Harmonia do Samba   |
| Palco Principal | Armandinho, Dodô & Osmar | Terra Samba          | É o Tchan           | Natiruts       | Bom Balanço         |
| Palco Principal |                          |                      | The Gladiators      |                |                     |

## 2001 (3.ª edição)
A terceira edição do Festival de Verão Salvador aconteceu entre os dias 31 de janeiro e 4 de fevereiro de 2001. Aquele foi o ano que, pela primeira vez, o palco principal do evento teve um apresentador fixo: Moisés, vocalista da extinta banda Catapulta. Além disso, o backstage da festa contou com convidados ilustres como Hebe Camargo e Gugu Liberato. Algumas das principais bandas do pop rock nacional desistiram de participar do Rock in Rio e fecharam com o Festival de Verão em 2001.[carece de fontes?] Houve novamente apresentações de bandas estrangeiras australianas e a participação de Chico Buarque na apresentação de Carlinhos Brown. Neste mesmo ano, a característica sirene foi inserida como sinal de início e final dos shows do palco principal. Com o sucesso do evento já consolidado, o canal Multishow passou a exibir os shows completos do Festival de Verão. Em 2001, foram quatro espaços: Palco 2001 (principal), o Mundo Pop (Palco Pop e Mercado Pop), Mundo Nativo e Arena de Esportes.
|                 | Quarta-feira (31/01) | Quinta-feira (01/02)      | Sexta-feira (02/02)   | Sábado (03/02)  | Domingo (04/02)   |
| --------------- | -------------------- | ------------------------- | --------------------- | --------------- | ----------------- |
| Palco Principal | Penélope             | GANGgajang                | É o Tchan e BragaBoys | Pavilhão 9      | KLB               |
| Palco Principal | Skank                | O Rappa                   | Jota Quest            | Cidade Negra    | Capital Inicial   |
| Palco Principal | Caetano Veloso       | Ivete Sangalo             | Carlinhos Brown       | Daniela Mercury | Timbalada         |
| Palco Principal | Chiclete com Banana  | Asa de Águia              | Araketu               | Raimundos       | Netinho           |
| Palco Principal | Harmonia do Samba    | Spy vs Spy                | Belo                  | Banda Eva       | Banda Beijo       |
| Palco Principal |                      | Beto Jamaica e As Meninas | Cheiro de Amor        | Terra Samba     | Charlie Brown Jr. |
| Palco Mundo Pop | Funk Machine         | Geração Nômade            | Superfly              | MV Bill         | Planetário        |
| Palco Mundo Pop | Umbilical            | Lampirônicos              | Tianastácia           | Moreno Veloso   | Alex Góes         |
| Palco Mundo Pop |                      | Setembro                  | Australianos          | Lucas Santtana  | Mil Milhas        |

## 2002 (4.ª edição)
O evento contou com diversas áreas, como: Broadway (via que atravessa toda área do Festival com bares, restaurantes e fast foods), Vila Tropical (área reservada para os ritmos populares, onde foram realizadas noites temáticas), Planeta Mix (feira de moda e novas tendências onde foi instalada a Tenda Tecno, animada por DJs), Arena de Esportes Radicais (espaço para prática de skate, rappel e escalada, entre outras modalidades). A TV Salvador passou a transmitir o evento ao vivo.
|                 | Quarta-feira (30/01) | Quinta-feira (31/01) | Sexta-feira (01/02) | Sábado (02/02)  | Domingo (03/02)   |
| --------------- | -------------------- | -------------------- | ------------------- | --------------- | ----------------- |
| Palco Principal |                      | Supla                | Gabriel, o Pensador | Alexandre Pires |                   |
| Palco Principal | Lampirônicos         | O Rappa              | Kid Abelha          | KLB             | Zélia Duncan      |
| Palco Principal | Araketu              | Skank                | Cidade Negra        | Daniela Mercury | Gilberto Gil      |
| Palco Principal | Djavan               | Asa de Águia         | Ivete Sangalo       | Titãs           | Timbalada         |
| Palco Principal | Chiclete com Banana  | Maxi Priest          | Big Mountain        | Jorge Aragão    | Planet Hemp       |
| Palco Principal | Raimundos            | É o Tchan!           | Banda Eva           | Mambolada       | Harmonia do Samba |

## 2003 (5.ª edição)
Com o conceito "Eu, você, todo mundo lá", o festival se iniciou em 29 de janeiro. Em função dos cinco anos, o rasta, mascote do evento, indicava com a mão o número cinco.
|                 | Quarta-feira (29/01) | Quinta-feira (30/01) | Sexta-feira (31/01)   | Sábado (01/02)            | Domingo (02/02) |
| --------------- | -------------------- | -------------------- | --------------------- | ------------------------- | --------------- |
| Palco Principal | Davi Moraes          | Margareth Menezes    | LS Jack               | Biquini Cavadão           | Rouge           |
| Palco Principal | Paralamas do Sucesso | Kid Abelha           | Charlie Brown Jr.     | Calcinha Preta            | Daniela Mercury |
| Palco Principal | Skank                | Asa de Águia         | Lulu Santos           | Zezé Di Camargo & Luciano | Ivete Sangalo   |
| Palco Principal | O Rappa              | Cidade Negra         | Timbalada             | Chiclete com Banana       | Jota Quest      |
| Palco Principal | Araketu              | Gilberto Gil         | Engenheiros do Hawaii | Olodum                    | Planet Hemp     |
| Palco Principal |                      |                      |                       | Banda Eva                 | CPM22           |
| Palco Pop       | Marcelo Szabo        | Scambo               | Setembro              | Dommix                    | Velhas Virgens  |
| Palco Pop       | Danny Nascimento     | Berimbrown           | Maria Scombona        | Psirico                   | Tihuana         |
| Palco Pop       | Lan Lan              | Mosiah               | O Cumbuca             | Pagodart                  | Ultramen        |
| Palco Pop       | Confraria da Bazófia | Macucos              | Superfly              | Bom Balanço               | Catapulta       |
| Palco Pop       |                      |                      | Casaca                | Oz Bambaz                 |                 |
| Palco Pop       |                      |                      | Dignow                |                           |                 |
| Zona Eletrônica | Dj Môpa              | DJ Santz             | DJ Angelis Sanctus    | DJ Mauro Telefunksoul     | André Urso      |
| Zona Eletrônica | Renato Cohen         | Xerxes               | Luiz Pareto           | Murphy                    | DJ Patife       |

## 2004 (6.ª edição)
A Rede Globo realizou a transmissão do evento pela primeira primeira vez para todo o Brasil. Nesta edição, LS Jack e Margareth Menezes gravam CDs e DVDs ao vivo: LS Jack - Festival de Verão Salvador e Festival de Verão de Salvador (Margareth Menezes), respectivamente.
|                 | Quarta-feira (28/01) | Quinta-feira (29/01) | Sexta-feira (30/01)     | Sábado (31/01)    | Domingo (01/02) |
| --------------- | -------------------- | -------------------- | ----------------------- | ----------------- | --------------- |
| Palco Principal | LS Jack              | Los Hermanos         | Carlinhos Brown         | Margareth Menezes | Br'oz           |
| Palco Principal | Jota Quest           | Titãs                | Rita Lee                | Zeca Pagodinho    | Sandy & Junior  |
| Palco Principal | Skank                | Kid Abelha           | Os Paralamas do Sucesso | Cidade Negra      | Ivete Sangalo   |
| Palco Principal | Timbalada            | Asa de Águia         | Sepultura               | Camisa de Vênus   | Daniela Mercury |
| Palco Principal | Babado Novo          | Ara Ketu             |                         | Harmonia do Samba | O Rappa         |
| Palco Principal |                      |                      |                         | Psirico           | Pitty           |

## 2005 (7.ª edição)
Com o conceito "Seu jeito de mudar o mundo", o festival se iniciou no dia 19 de janeiro. A axé music, termo criado pelo jornalista baiano Hagamenon Brito, completa 20 anos. E para homenagear o ritmo, a Orquestra Baiana de Axé (OBA) abriu o evento.
|                 | Quarta-feira (19/01)    | Quinta-feira (20/01) | Sexta-feira (21/01) | Sábado (22/01) | Domingo (23/01)   |
| --------------- | ----------------------- | -------------------- | ------------------- | -------------- | ----------------- |
| Palco Principal | Orquestra Baiana de Axé | Afroreggae           | Banda Eva           | Olodum         | Felipe Dylon      |
| Palco Principal | Barão Vermelho          | Daniela Mercury      | Maria Rita          | Cidade Negra   | Babado Novo       |
| Palco Principal | Chiclete com Banana     | O Rappa              | Pitty               | Roupa Nova     | Nando Reis        |
| Palco Principal | Timbalada               | Ivete Sangalo        | Lulu Santos         | Marcelo D2     | Capital Inicial   |
| Palco Principal | CPM22                   | Araketu              | Detonautas          | Edson Gomes    | Ira!              |
| Palco Principal |                         |                      | Jammil e uma Noites | Psirico        | Margareth Menezes |

## 2006 (8.ª edição)
O Festivall Guetho Square, sob o comandado de Carlinhos Brown, substituiu o antigo Palco Pop, e foi um dos grandes diferenciais artísticos desta edição do evento. Na noite de Hip Hop, Carlinhos convidou MV Bill, um encontro de música e preocupação social, já que os dois trabalham em projetos sociais. No sábado, Brown levou o concurso da Beleza Negra, do Ilê Aiyê, aos palcos do Festival.
As bandas Chiclete com Banana, Asa de Águia, Cheiro de Amor, Daniela Mercury, Banda Eva, Rapazolla e Margareth Menezes, foram convidadas para terem seus shows gravados para um CD e DVD que seria lançado na edição do evento no ano seguinte.
|                 | Quarta-feira (01/02) | Quinta-feira (02/02) | Sexta-feira (03/02) | Sábado (04/02)      | Domingo (05/02)      |
| --------------- | -------------------- | -------------------- | ------------------- | ------------------- | -------------------- |
| Palco Principal | Luiz Caldas          | Los Hermanos         | A Cor do Som        | Jammil e uma Noites | Marjorie Estiano     |
| Palco Principal | Capital Inicial      | Titãs                | Pitty               | Bruno & Marrone     | Margareth Menezes    |
| Palco Principal | Chiclete com Banana  | Ivete Sangalo        | Daniela Mercury     | Burning Spear       | Charlie Brown Jr.    |
| Palco Principal | Jota Quest           | Asa de Águia         | Skank               | Babado Novo         | Paralamas do Sucesso |
| Palco Principal | Afrodisíaco          | Jorge Aragão         | CPM22               | Biquini Cavadão     | Roupa Nova           |
| Palco Principal | Cheiro de Amor       | Rapazolla            | Tati Quebra-Barraco | Psirico             | Banda Eva            |

## 2007 (9.ª edição)
A partir desta edição, o festival passou a ter quatro dias de duração. Nesta edição aconteceu o recorde absoluto de público: 65 mil pessoas compareceram na quinta-feira (25 de janeiro). A Globo Marcas e a Som Livre lançaram o Festival de Verão de Salvador 2006 em DVD nesta edição.
|                 | Quarta-feira (24/01) | Quinta-feira (25/01) | Sexta-feira (26/01) | Sábado (27/01)  |
| --------------- | -------------------- | -------------------- | ------------------- | --------------- |
| Palco Principal | Banda Eva            | Alcione              | Papas da Língua     | Carlinhos Brown |
| Palco Principal | Cidade Negra         | Jota Quest           | Marcelo D2          | Netinho         |
| Palco Principal | Chiclete com Banana  | Ivete Sangalo        | Jammil e uma Noites | Ben Harper      |
| Palco Principal | Timbalada            | Asa de Águia         | O Rappa             | Babado Novo     |
| Palco Principal | Matisyahu            | Gloria Gaynor        | Rapazolla           | Aviões do Forró |

## 2008 (10.ª edição)
Em 2008 o Festival de Verão Salvador completou 10 anos. Com título de maior festival do verão brasileiro, o evento teve quatro dias de duração. Nesta edição, a apresentação da banda O Rappa foi cancelada devido a problemas de saúde do vocalista Falcão, sendo substituída pela banda Charlie Brown Jr., que já se apresentado no primeiro dia, tornando-se então a única banda a fazer duas apresentações no palco principal do festival em um único ano.
|                 | Quarta-feira (16/01) | Quinta-feira (17/01) | Sexta-feira (18/01) | Sábado (19/01)      |
| --------------- | -------------------- | -------------------- | ------------------- | ------------------- |
| Palco Principal | Banda Eva            | NX Zero              | Beth Carvalho       | Margareth Menezes   |
| Palco Principal | Capital Inicial      | Seu Jorge            | Asa de Águia        | Daniel              |
| Palco Principal | Ivete Sangalo        | Daniela Mercury      | Babado Novo         | Belo                |
| Palco Principal | Gilberto Gil         | Chiclete com Banana  | Charlie Brown Jr.   | Jammil e uma Noites |
| Palco Principal | Charlie Brown Jr.    | Aviões do Forró      | Timbalada           | Eagle Eye Cherry    |
| Palco Principal |                      |                      | Saia Rodada         | Psirico             |

## 2009 (11.ª edição)
A Rede Globo exibiu os melhores momentos na madrugada do dia 28 de janeiro. Mais de 200 mil pessoas passaram pelo evento, 30% a mais que o ano anterior.
|                     | Quarta-feira (28/01) | Quinta-feira (29/01)                                                                                         | Sexta-feira (30/01)                                                                            | Sábado (31/01)    |
| ------------------- | -------------------- | --- | ---------------------------------------------------------------------------------------------- | ----------------- |
| Palco Principal     | Biquini Cavadão      | Jota Quest                                                                                                   | Nando Reis                                                                                     | Olodum            |
| Palco Principal     | Daniela Mercury      | Ana Carolina                                                                                                 | Asa de Águia                                                                                   | Capital Inicial   |
| Palco Principal     | Chiclete com Banana  | Ivete Sangalo                                                                                                | Natiruts                                                                                       | Alanis Morissette |
| Palco Principal     | O Rappa              | Banda Eva | Jammil e uma Noites                                                                            | Victor & Leo      |
| Palco Principal     | A Zorra              | Encontro do Forró (Adelmário Coelho, Cavaleiros do Forró, Estakazero, Flávio José, Magníficos e Saia Rodada) | Encontro do Samba (Dudu Nobre, Fundo de Quintal, Mariene de Castro, Nelson Rufino e Revelação) | Psirico           |
| Boteco do Samba     | Arlindo Cruz         | Dudu Nobre                                                                                                   | Revelação                                                                                      | Fundo de Quintal  |
| Boteco do Samba     | Mariene de Castro    | Sangue Brasileiro                                                                                            | Batifun                                                                                        | Nelson Rufino     |
| Arena Universitária | Cavalo Doido         | Adelmário Coelho                                                                                             |                                                                                                |                   |
| Arena Universitária | Flávio José          | Magníficos                                                                                                   |                                                                                                |                   |
| Arena Universitária | Cavaleiros do Forró  | Saia Rodada                                                                                                  |                                                                                                |                   |
| Arena Universitária | Estakazero           | Tio Barnabé                                                                                                  |                                                                                                |                   |

## 2010 (12.ª edição)
Seguindo o tema “Movido pela Mistura”, a 12.ª edição do Festival de Verão Salvador aconteceu de 20 a 23 de janeiro. O evento manteve a proposta de misturar ritmos, tribos e tendências num só espaço. Na quinta-feira (21), o Parque recebeu 61 mil pessoas e 10 mil credenciados, o maior público de todas as edições. Foram 120 atrações em cinco palcos (Palco 2010, Boteco do Samba, Concha Acústica Faculdade Maurício de Nassau, Arena Universitária Bradesco e Tenda Skole) quatro dias de programação. A atração estrangeira foi Akon. A “Cidade da Música”, nome para o Parque de Exposições de Salvador durante o festival, foi composto pelo Espaço 110, pelo Camarote Baladas e pelo Camarote VIP (Camarote Pepsi).
|                     | Quarta-feira (20/01)  | Quinta-feira (21/01)  | Sexta-feira (22/01)               | Sábado (23/01)    |
| ------------------- | --------------------- | --------------------- | --------------------------------- | ----------------- |
| Palco Principal     | NX Zero               | Paralamas do Sucesso  | Caetano Veloso                    | Tomate            |
| Palco Principal     | Jorge & Mateus        | Banda Eva             | Victor & Leo                      | Revelação         |
| Palco Principal     | Chiclete com Banana   | Ivete Sangalo         | Asa de Águia                      | Cláudia Leitte    |
| Palco Principal     | Jammil e uma Noites   | Marcelo D2            | Carlinhos Brown e Daniela Mercury | Akon              |
| Palco Principal     | Parangolé             | Aviões do Forró       | Charlie Brown Jr.                 | Psirico           |
| Palco Principal     |                       | A Zorra               |                                   |                   |
| Boteco do Samba     | Samba Dibanda         | Edil Pacheco          | Nelson Rufino                     | Mariene de Castro |
| Boteco do Samba     | Nosso Ritmo           | Bossa do Samba        | Batifun                           | Fora da Mídia     |
| Boteco do Samba     | Pixote                | Diogo Nogueira        | Arlindo Cruz                      | Revelação         |
| Boteco do Samba     | Leandro Sapucahy      | Bambeia               | Dhi Ribeiro                       | Grupo Paparico    |
| Concha Acústica     | Jauperi               | Detonautas            | Márcia Castro                     | Maglore           |
| Concha Acústica     | Semente da Paz        | Jay Vaquer            | Vânia Abreu                       | Márcio Mello      |
| Concha Acústica     | Adão Negro            | Alex Góes             | Mallu Magalhães                   | Cascadura         |
| Concha Acústica     | Cidade Negra          | Ênio e a Maloca       | Ana Cañas                         | República         |
| Concha Acústica     | Margareth Menezes     |                       |                                   |                   |
| Arena Universitária | Seu Maxixe            | Ed Bala               | Banda Pegação                     | Ébano             |
| Arena Universitária | Saia Rodada           | Desejo de Menina      | Cavaleiros do Forró               | Cangaia de Jegue  |
| Arena Universitária | Arreio de Ouro        | Limão com Mel         | Marco e Mário                     | Estakazero        |
| Arena Universitária | Namoro Novo           | Del Feliz             | Magníficos                        | Fred & Gustavo    |
| Tenda Eletrônica    | DJ Hand               | DJ Leandro e DJ Índio | DJ Berns                          | DJ Leo Prudente   |
| Tenda Eletrônica    | DJ Mauro Telefunksoul | DJ Big T              | DJ Roots                          | DJ The Ego        |
| Tenda Eletrônica    | DJ Oliver Jack        | DJ Bassick            | DJ Jack                           | MC Sapão          |
| Tenda Eletrônica    | DJ Santz              | DJ Mau Mau            | DJ AJ Perez                       | DJ Ethan Shake    |
| Tenda Eletrônica    | DJ Ricardo Ferraro    | DJ Anne Louise        | DJ Xcamas                         | DJ Nazca          |

## 2011 (13.ª edição)
A 13.ª edição do Festival aconteceu de 2 a 5 de fevereiro. A “Cidade da Música” contou com seis palcos com a adição da Casa do Pagode, palco destinado somente ao pagode, enquanto a Casa do Samba ficou só para o samba. Os demais palcos foram: Palco 2011 (principal), Concha Acústica Faculdade Maurício de Nassau, Arena Conta Universitária Bradesco e Tenda Eletrônica. Isso sem contar com o Camarote Pepsi, Camarote Giro TAM e as áreas de convivência.
|                     | Quarta-feira (02/02) | Quinta-feira (03/02)   | Sexta-feira (04/02) | Sábado (05/02)                     |
| ------------------- | -------------------- | ---------------------- | ------------------- | ---------------------------------- |
| Palco Principal     | Maria Gadú           | Belo                   | Tomate              | Restart                            |
| Palco Principal     | Capital Inicial      | Jota Quest             | Ana Carolina        | Jason Mraz                         |
| Palco Principal     | Cláudia Leite        | Ivete Sangalo          | Asa de Águia        | Chiclete com Banana                |
| Palco Principal     | Banda Eva            | Jorge & Mateus         | Luan Santana        | Jammil e uma Noites                |
| Palco Principal     | Parangolé            | A Zorra                | Harmonia do Samba   | Psirico                            |
| Arena Universitária | 5%                   | Oito7Nove4             | Rio Vermelho        | Duas Medidas                       |
| Arena Universitária | Saia Rodada          | Forró do Bom           | Seu Maxixe          | Mulheres Perdidas                  |
| Arena Universitária | Estakazero           | Arreio de Ouro         | Pegação             | Torres da Lapa                     |
| Arena Universitária | Tuca e Paulinho      | Rhaas                  | Del Feliz           | Cangaia de Jegue                   |
| Arena Universitária | Maristela Muller     | Mametto                |                     |                                    |
| Casa do Samba       | Aquarela do Samba    | Samba D'Ju             | Batifun             | Will Carvalho e Banda Salada Mista |
| Casa do Samba       | Os Intimus           | Movimento              | Nelson Rufino       | Fora da Mídia                      |
| Casa do Samba       | Pixote               | Revelação              | Sambô               | Bom Gosto                          |
| Casa do Samba       | Nosso Sentimento     | Diogo Nogueira         | Arlindo Cruz        | Bambeia                            |
| Casa do Samba       | Irmanada             | Viola de Doze          | Neto Bala           | Paparico                           |
| Casa do Pagode      | Na Varanda           | Bambam                 | Rapina              | Shake Style                        |
| Casa do Pagode      | Os Bambaz            | Raghatoni              | Leva Nóiz           | Flavinho e os Barões               |
| Casa do Pagode      | É o Tchan            | Black Style            | Caldeirão           | Laduma                             |
| Casa do Pagode      | Guig Guetto          | Fantasmão              | Beat Beleza         | Saiddy Bamba                       |
| Concha Acústica     | Quarteto de Cinco    | Johnny and the Hookers | Gutembergs          | Márcia Castro                      |
| Concha Acústica     | Otto                 | Paula Fernandes        | Jorge Vercilo       | Thati                              |
| Concha Acústica     | Planta e Raiz        | Rajar                  | Luiza Possi         | Monique Kessous                    |
| Concha Acústica     | Negra Cor            | Detonautas             | Cine                | Ana Cañas                          |
| Concha Acústica     | Spectro              | Unique                 | Pablo Domingues     |                                    |

## 2012 (14.ª edição)
A 14.ª edição começou no dia 25 de janeiro. Foram 98 atrações e 198 mil pessoas em quatro dias de Festival de Verão nos mais diversos palcos.
|                                              | Quarta-feira (25/01) | Quinta-feira (26/01)          | Sexta-feira (27/01) | Sábado (28/01)    |
| -------------------------------------------- | -------------------- | ----------------------------- | ------------------- | ----------------- |
| Palco Principal                              | Jorge & Mateus       | Vanessa da Mata               | Frejat              | A Zorra           |
| Palco Principal                              | Claudia Leitte       | Capital Inicial               | Seu Jorge           | Paula Fernandes   |
| Palco Principal                              | James Blunt          | Ivete Sangalo                 | Chiclete com Banana | Asa de Águia      |
| Palco Principal                              | Banda Eva            | Tomate                        | Luan Santana        | Aviões do Forró   |
| Palco Principal                              | Jau                  | Sorriso Maroto                | Harmonia do Samba   | Psirico           |
| Casarão do Ritmo                             | Paparico             | Netinho                       | 5%                  | Adelmário Coelho  |
| Casarão do Ritmo                             | Pablo                | Revelação                     | Fred & Gustavo      | Nosso Sentimento  |
| Casarão do Ritmo                             | Cavaleiros do Forró  | Seu Maxixe                    | Saia Rodada         | Olodum            |
| Casarão do Ritmo                             | Fundo de Quintal     | Oito7Nove4                    | Bom Gosto           | Araketu           |
| Casarão do Ritmo                             | Oz Bambaz            | Raghatoni                     | LevaNóiz            | Nossa Juventude   |
| Concha Acústica Faculdade Maurício de Nassau | Mosiah               | Faluja                        | Baile do Simonal    | Mametto           |
| Concha Acústica Faculdade Maurício de Nassau | Vander Lee           | Jair Oliveira & Pedro Mariano | Emílio Santiago     | Geoffrey Chambers |
| Concha Acústica Faculdade Maurício de Nassau | Vivendo do Ócio      | O Círculo                     | Detonautas          | Magary Lord       |
| Concha Acústica Faculdade Maurício de Nassau |                      |                               | Camisa de Vênus     |                   |

## 2013 (15.ª edição)
O Festival de Verão Salvador completou em 2013 uma década e meia com homenagens aos artistas, idealizadores, profissionais que marcaram a história do evento. Com mais de 70 atrações musicais em quatro palcos (Palco 15 Verões, Estúdio do Som Faculdade Maurício de Nassau, Passarela do Ritmo e Tenda Eletrônica Bis Experience), foram quatro dias de programação. Como em 1999, a abertura do Festival foi feita por Lazzo cantando Hino ao Senhor do Bonfim, na companhia da única artista que participou de todas as edições do evento, Ivete Sangalo. A cantora ainda se apresentou no segundo dia e, para comemorar os 15 anos dela no Festival, montou um baile de debutante com 15 "príncipes" famosos.
|                          | Quarta-feira (16/01) | Quinta-feira (17/01) | Sexta-feira (18/01) | Sábado (19/01) |
| ------------------------ | -------------------- | -------------------- | ------------------- | -------------- |
| Palco Principal          |                      |                      |                     | Oito7Nove4     |
| Palco Principal          | Nando Reis           | Kid Abelha           | Ana Carolina        | Natiruts       |
| Palco Principal          | O Rappa              | Asa de Águia         | Capital Inicial     | Claudia Leitte |
| Palco Principal          | Banda Eva            | Ivete Sangalo        | Chiclete com Banana | SOJA           |
| Palco Principal          | Tomate               | Gusttavo Lima        | Jorge e Mateus      | Timbalada      |
| Palco Principal          | Sorriso Maroto       | Aviões do Forró      | Harmonia do Samba   | Psirico        |
| Palco Passarela do Ritmo | Filhos de Jorge      | 5%                   | Duas Medidas        | MC Sapão       |
| Palco Passarela do Ritmo | Adão Negro           | Israel Novaes        | Kart Love           | Nem Te Conto   |
| Palco Passarela do Ritmo | Pablo                | Ara Ketu             | Humberto e Ronaldo  | Edson Gomes    |
| Palco Passarela do Ritmo | Turma do Pagode      | Edcity               | Magary Lord         | TH             |
| Palco Passarela do Ritmo |                      | Fantasmão            |                     |                |
| Palco Bis Experience     | Tiago Andrade        | Van Müller           | Roberto Lago        | Leuzz          |
| Palco Bis Experience     | Oliver Jack          | Samhara              | Arthur Berenguer    | Tom Crane      |
| Palco Bis Experience     | Igor Carmezim        | Andy Baxter          | AJ Perez            | Press On       |
| Palco Bis Experience     | Rob Solari           | Banda Yow            | Keemo               | Igo Cordoba    |
| Palco Bis Experience     | Leremix              | Hugo Haus            | Luan Delucci        | Divinori Sun   |

## 2014 (16.ª edição)
A 16.ª edição do Festival de Verão aconteceu entre os dias 29 de janeiro e 1.º de fevereiro no Parque de Exposições de Salvador e contou com três espaços de shows: Palco 2014 (principal), Palco Passarela Faculdade Maurício de Nassau e Tenda Trident Music. O público pode circular ainda na Broadway, onde aconteceram ações dos patrocinadores e apoiadores. Os Camarotes Fiat/Fiori e Vip Iguatemi proporcionaram inúmeras opções de lazer e diversão para o público. As atrações estrangeiras foram a banda jamaicana de reggae The Wailers e o cantor estadunidense Ne-Yo.
|                   | Quarta-feira (29/01) | Quinta-feira (30/01)    | Sexta-feira (31/01) | Sábado (01/02) |
| ----------------- | -------------------- | ----------------------- | ------------------- | -------------- |
| Palco Principal   | Frejat               | Os Paralamas do Sucesso | Maria Gadú          | Nando Reis     |
| Palco Principal   | Saulo                | Asa de Águia            | Claudia Leitte      | Luan Santana   |
| Palco Principal   | Gusttavo Lima        | Ivete Sangalo           | Timbalada           | Ne-Yo          |
| Palco Principal   | Aviões do Forró      | Jorge e Mateus          | The Wailers         | Psirico        |
| Palco Principal   | Revelação            | SPC                     | Harmonia do Samba   | Pablo          |
| Tenda Eeletrônica | We Love Brasil       | Café del Mar            | Hed Kandi           | This is Punta  |
| Tenda Eeletrônica | JA.M!                | Renata Dias             | Douglas Brandalise  | Darick Gyorgy  |
| Tenda Eeletrônica | Miss Cady            | Hector Lopez            | André Sarate        | Igo Cordoba    |
| Tenda Eeletrônica | Marcos Carnaval      | Rodrigo Ardilha         | Leo Lanvin          | Southmen       |
| Tenda Eeletrônica | Luan Delucci         | Yow!                    | DJ Roots            | Press On       |

## 2015 (17.ª edição)
Além das atrações do Festival de Verão, o evento contou com uma tirolesa e uma roda-gigante para animar ainda mais o público. Nesta edição, o festival passou a ter três dias de duração com a tradição de reunir vários ritmos e estilos.
|                  | Quinta-feira (21/01)                                     | Sexta-feira (22/01)    | Sábado (23/01)    |
| ---------------- | -------------------------------------------------------- | ---------------------- | ----------------- |
| Palco Principal  | Orquestra Popular da Bahia                               |                        | Malta             |
| Palco Principal  | Capital Inicial                                          | Banda do Mar           | Lucas Lucco       |
| Palco Principal  | Claudia Leitte                                           | Caetano Veloso         | Sublime With Rome |
| Palco Principal  | Kesha                                                    | Ivete Sangalo          | Saulo             |
| Palco Principal  | O Rappa                                                  | Harmonia do Samba      | Psirico           |
| Palco Principal  | Encontro do Samba (Arlindo Cruz, Jorge Aragão e Alcione) | Cristiano Araújo       | Aviões do Forró   |
| Arena Eletrônica | DJ Lizy Rose                                             | José Pinteiro          | Press On          |
| Arena Eletrônica | Naza Brothers                                            | Tito                   | Tim Healey        |
| Arena Eletrônica | Dubvision                                                | Junior C / Gui Boratto | Felguk            |
| Arena Eletrônica | Life is a Loop                                           | A Liga                 | Phenomena         |

## 2016 (18.ª edição)
Em 2016, o conceito foi "Nada será como antes" e mudou-se do Parque de Exposições para a Itaipava Arena Fonte Nova com programação de dois dias: no sábado ao som do pop rock e o domingo ao som do sertanejo e axé. Além disso, foram três novos espaços: Mix, Vibe e Fly (área open bar).
|                 | Sábado (10/12)                | Domingo (11/12)      |
| --------------- | ----------------------------- | -------------------- |
| Palco Principal | Nando Reis                    | Matheus & Kauan      |
| Palco Principal | Capital Inicial               | Saulo                |
| Palco Principal | Natiruts                      | Ivete Sangalo        |
| Palco Principal | Planet Hemp                   | Jorge & Mateus       |
| Palco Principal | O Rappa                       | Wesley Safadão       |
| Palco Principal | BaianaSystem                  | Luan Santana         |
| Lounge Fly      | Dj Luca Buzanelli             | 3 Peat               |
| Lounge Fly      | Dj Vitor Barros               | Make U Sweat (after) |
| Lounge Fly      | DJ Rafael Diefentaler (after) |                      |
| Espaço Vibe     | Adão Negro                    | Duas Medidas         |
| Espaço Vibe     | Nossos Baianos                | Danniel Vieira       |

## 2017 (19.ª edição)
O festival manteve a configuração dos três setores principais: Espaço Mix (destinada ao público geral), Espaço Vibe (áreas mais confortáveis e bares) e o Lounge Fly (setor open bar destinado a maiores de 18 anos). Além disso, nessa edição o palco principal foi reposicionado mais próximo à arquibancada, com telas de LED e iluminação ao redor da estrutura, visando melhorar a visibilidade do público e intensificar a experiência visual das apresentações. O evento adotou o tema "MUSICONECTADO", destacando o poder da música como elo entre ritmos, pessoas e localidades, num ambiente de eclética mistura de gêneros durante os dois dias.
|                 | Sábado (16/12)   | Domingo (17/12)   |
| --------------- | ---------------- | ----------------- |
| Palco Principal | Simone e Simaria | Harmonia do Samba |
| Palco Principal | Léo Santana      | Marília Mendonça  |
| Palco Principal | Ivete Sangalo    | Wesley Safadão    |
| Palco Principal | Luan Santana     | Alok              |
| Palco Principal | O Rappa          | Banda Aviões      |
| Palco Principal | Vintage Culture  | Anitta            |

## 2018 (20.ª edição)
Novamente na Arena Fonte Nova, mantendo os três setores consagrados: Espaço Mix (pista geral), Espaço Vibe (área com bares e maior conforto) e Lounge Fly (área de open bar, restrita a maiores de 18 anos). Com o tema “Exxplore Seu Mundo”, a edição celebrou os 20 anos do festival, proposta refletida no uso dos dois "X" no logotipo e no espírito de diversidade musical e cultural que permeou a programação. Ao reforçar essa proposta, o festival manteve o mix de gêneros como pop, reggae, rock no sábado, e axé, sertanejo e forró no domingo, reforçando a plataforma de integração entre ritmos e públicos.
|                 | Sábado (08/12) | Domingo (09/12) |
| --------------- | -------------- | --------------- |
| Palco Principal | Rael           | Xand Avião      |
| Palco Principal | Anitta         | Wesley Safadão  |
| Palco Principal | Natiruts       | Jorge & Mateus  |
| Palco Principal | Nação Zumbi    | Alok            |
| Palco Principal | Inner Circle   | Ivete Sangalo   |
| Palco Principal | Alpha Blondy   | Gusttavo Lima   |
| Palco Principal | Planet Hemp    |                 |

## 2020 (21.ª edição)
O evento contou com três grandes palcos: um palco principal montado no gramado com estrutura avançada de som, iluminação e projeções; outro no estacionamento voltado para o Dique do Tororó; e o palco Music Vibes (ou Itaipava de Som a Sol), em uma área dedicada às bandas emergentes, localizado no estacionamento EDG da Ladeira da Fonte das Pedras. A edição apresentou o tema “Vem com tudo FV”, trazendo como novidade a Arena eXPerience Oi, um espaço coberto e climatizado voltado a games, realidades virtuais e interatividade, além do Food Park Coca-Cola, com praça de alimentação e pista de skate. Os setores foram renomeados: Arena DiGalera (pista geral), Espaço DiFrente (front stage) e Camarote Mirante Premium Bradesco, oferecendo serviço open bar e acesso exclusivo à frente de dois palcos.
|             | Sábado (01/02)      | Domingo (02/02) |
| ----------- | ------------------- | --------------- |
| Palco Arena | Harmonia do Samba   | Dilsinho        |
| Palco Arena | Ferrugem            | Bell Marques    |
| Palco Arena | Ivete Sangalo       | Léo Santana     |
| Palco Arena | Dennis DJ           | Alok            |
| Palco Arena | Zé Neto & Cristiano | Wesley Safadão  |
| Palco Arena | Parangolé           |                 |
| Palco Dique | ÀTTØØXXÁ            | Vitão           |
| Palco Dique | Iza                 | Melim           |
| Palco Dique | Marcelo Falcão      | Felipe Araújo   |
| Palco Dique | Baco Exu do Blues   | Denny Denan     |

## 2023 (22.ª edição)
Em 2023, o Festival de Verão Salvador retornou ao Parque de Exposições, o local original das primeiras edições (1999-2015). A organização adotou um formato de dois palcos principais, denominados "Cais" e "Ponte", com 16 shows distribuídos ao longo dos dois dias, sem apresentações simultâneas, permitindo ao público acompanhar todas as atrações programadas. Com isso, houve uma mudança substancial em relação às edições anteriores (Arena Fonte Nova): redução de setores e maior proximidade entre público e palco em ambiente mais aberto. Sob o tema “Somos Mundo”, a edição foi curada por Zé Ricardo, reconhecido pela direção do Palco Sunset no Rock in Rio, e promoveu encontros inéditos entre artistas de gerações e estilos diversos. A proposta buscou promover diversidade, inclusão, acolhimento e pluralidade cultural, valores reforçados pelo curador e pela estrutura artística do evento.
|             | Sábado (28/01)                                | Domingo (29/01)                |
| ----------- | --------------------------------------------- | ------------------------------ |
| Palco Cais  | Filipe Ret convida Caio Luccas                | Xamã convida Gilsons           |
| Palco Cais  | Criolo convida Ney Matogrosso                 | Jão convida Pitty              |
| Palco Cais  | Gilberto Gil convida Caetano Veloso           | Bell Marques                   |
| Palco Cais  | Ivete Sangalo convida Luedji Luna             | Léo Santana                    |
| Palco Ponte | Quabales (show de abertura)                   | Quabales (show de abertura)    |
| Palco Ponte | Orochi convida Djonga                         | Saulo convida Marina Sena      |
| Palco Ponte | Margareth Menezes convida Majur e Larissa Luz | Luísa Sonza convida Alcione    |
| Palco Ponte | Carlinhos Brown convida Duda Beat e Àttooxxá  | BaianaSystem convida Olodum    |
| Palco Ponte | Ferrugem convida Xande de Pilares             | Ludmilla convida Gloria Groove |

## 2024 (23.ª edição)
Na edição de 2024, comemorando os "25 anos de história", mantendo os palcos Cais e Ponte, agora posicionados frente a frente com uma torre de 8 metros entre eles, onde DJs se apresentavam nos intervalos, uma mudança projetada para facilitar a circulação do público entre as áreas de pista e front stage de ambos os palcos. Além dos dois palcos principais, foi criado o Palco Rua, voltado a novos artistas e aberto ao público sem segregação entre pista e camarote VIP, promovendo a integração total dos espectadores. Sob o tema “Viva de novo esses encontros”, e com curadoria musical de Zé Ricardo, o festival apresentou uma série de performances colaborativas inéditas. A proposta valorizou a ideia de convergência entre estilos, gerações e identidades musicais, reafirmando a diversidade como pilar da programação.
|             | Sábado (27/01)                        | Domingo (28/01)                                      |
| ----------- | ------------------------------------- | ---------------------------------------------------- |
| Palco Cais  | Quabales                              | Glória Groove convida Péricles                       |
| Palco Cais  | Iza convida Liniker                   | Lulu Santos convida Gabriel O Pensador               |
| Palco Cais  | Ivete Sangalo                         | Leo Santana convida Luisa Sonza                      |
| Palco Cais  | CeeLo Green                           | Teto convida Matuê                                   |
| Palco Ponte | Cabelinho convida TZ da Coronel       | Àttooxxá                                             |
| Palco Ponte | Carlinhos Brown convida Baiana System | Thiaguinho convida Maria Rita                        |
| Palco Ponte | Bell Marques convida Claudia Leitte   | Daniela Mercury convida Ilê Aiyê e Margareth Menezes |
| Palco Ponte | Baco Exú do Blues convida Psirico     | Caetano Veloso                                       |
| Palco Ponte | Seu Jorge convida Mano Brown          |                                                      |
| Palco Rua   | Miguelzinho                           | Miguelzinho                                          |
| Palco Rua   | Diggo convida Rafinha RSQ             | Tiri convida Marcia Castro                           |
| Palco Rua   | Illy convida Dom Chicla               | Sambaiana convida Nessa                              |
| Palco Rua   | Ação Cortejo                          | Filhos de Jorge                                      |
| Palco Rua   | Pedro Pondé convida Letícia           | O Kannalha                                           |
| Palco Rua   | A Dama                                |                                                      |

## 2025 (24.ª edição)
A edição reuniu mais de 60 mil pessoas ao longo dos dois dias de evento. O festival operou com três palcos principais: Cais e Ponte, que abrigaram os 14 shows da programação principal, e o Palco Rua Atitude by Coke Studio, dedicado à cena local baiana. A montagem envolveu cerca de 375 toneladas de equipamentos, mobilizou 1500 profissionais na preparação e 3000 colaboradores durante o evento. Sob a direção artística de Zé Ricardo, a edição 2025 contou com mais de 30 atrações nacionais e encontros colaborativos. Houve ainda homenagem aos 40 anos do axé.
|                   | Sábado (25/01)                    | Domingo (26/01)                          |
| ----------------- | --------------------------------- | ---------------------------------------- |
| Palco Cais        | Pitty convida Melly               | Parangolé                                |
| Palco Cais        | Só Pra Contrariar convida Alcione | BaianaSystem convida Marcelo D2 e BNegão |
| Palco Cais        | Natiruts                          | Ivete Sangalo                            |
| Palco Cais        | Daniela Mercury e Timbalada       | Ludmilla                                 |
| Palco Ponte       | Ana Castela convida Xamã          | Jão convida Gustavo Mioto                |
| Palco Ponte       | Bell Marques                      | Leo Santana                              |
| Palco Ponte       | Alok                              | Luiz Caldas & Saulo                      |
| Palco Ponte       | Sambaiana convida Diogo Nogueira  |                                          |
| Palco Ponte       | Pedro Sampaio                     |                                          |
| Palco Rua Atitude | Oh Polêmico                       | La Fúria                                 |
| Palco Rua Atitude | Ara Ketu                          | Aila Menezes                             |
| Palco Rua Atitude | Alee                              | Vina Calmon                              |
| Palco Rua Atitude | Renanzinho CBX                    | Cirilo Teclas                            |